# Rúben Amorim
Rúben Filipe Marques Amorim (Lisszabon, 1985. január 27. –) portugál válogatott labdarúgó, edző, posztját tekintve középpályás. A Manchester United vezetőedzője.
Játékosként pályafutása nagy részét a Belenenses és a Benfica csapatainál töltötte, az utóbbihoz 2008-ban szerződött, tíz trófeát nyerve kilenc év alatt. Ezek közé tartozot három bajnoki cím, egy portugál kupa, öt ligakupa, és egy szuperkupa-cím. Portugáliát két világbajnokságon képviselte, tizennégyszer volt válogatott.
2017-es visszavonulása után edzősködni kezdett a Casa Pia csapatánál 2018-ban, mielőtt még az évben lemondott volna. A Braga B vezetőedzőjének 2019-ben kinevezték, az év decemberére már a felnőtt csapatot irányította. 2020-ban ligakupa-győztes lett a csapattal. 2020 márciusában a Sporting 10 millió eurót fizetett leszerződtetéséért, amivel minden idők harmadik legdrágábban szerződtetett edzője lett. Vezetése alatt 19 év után először bajnok lett a Sporting, ligakupát is nyert 2021-ben. A szezonban az év menedzserének választották. 2022-ben ligakupa-győztes, 2024-ben és 2025-ben pedig ismét bajnok lett.
A világ egyik legjobb fiatal edzőjének, és kiemelkedő taktikusnak tekintik, aki nagyon jól dolgozik együtt fiatal játékosokkal.

## Pályafutása

### Játékosként

#### Klubcsapatokban

##### Belenenses
Amorim Lisszabonban született, a helyi Belenenses csapatában mutatkozott be 2003. december 14-én, egy percet játszva az Alverca elleni 2–0-ás győzelem során. A 2005–2006-os szezontól lett folyamatos kezdő.
A 2007–2008-as szezonban nyolcadik lett csapata, 28 alkalommal kezdőként.

##### Benfica
2008 áprilisában Amorim négy éves szerződést írt alá a Benfica csapatával, miután lejárt szerződése a Belenensesszel. Első szezonjában már folyamatos kezdőként játszott, november 23-án szerezte első gólját, az Académica de Coimbra elleni 2–0-ás győzelme során.
Azt követően, hogy a keretben a helyére érkezett Javi García és Ramires, Amorim egyre kevesebbet kezdett a 2009–2010-es szezonban, de még így is pályára lépett 24-szer. A csapat megnyerte a bajnokságot és a ligakupát, a korábbit öt év után először. A következő évadban ismét gyakori kezdő volt, de 2009 januárjában megsérült, és több hónapot ki kellett hagynia.
2011 októbere elején, miközben a válogatottal volt, kritizálta Jorge Jesus edzőt, amiért előnyben részesített játékosokat, akik nem portugálok voltak, hiszen a Benficának gyakran egyetlen hazai játékosa se volt a pályán. Decemberben nem volt hajlandó a cserejátékosokkal edzeni, miután többször is bemelegített, de soha nem cserélték be. Ezt követően 2012. január 30-án a csapat megegyezett a Bragával, hogy a következő év júniusáig kölcsön vegyék Amorimot.
A 2013–2014-es szezonban visszatért a Benficához, és 37 alkalommal szerepelt az évadban, nagy szerepet játszva csapata nemzeti triplájában, megnyerve a bajnokságot, a kupát és a ligakupát. A következő szezon elején 120 percet játszott a szuperkupában, legyőzve a Rio Ave-t, 2014-ben negyedik trófeáját elnyerve. Augusztus 24-én súlyosan megsérült a Boavista ellen, 2015 februárjáig nem játszott.
2015. augusztus 14-én Amorim csatlakozott a katari el-Vakra csapatához kölcsönben. 2017. április 4-én, 32 évesen, bejelentette visszavonulását.

#### A válogatottban

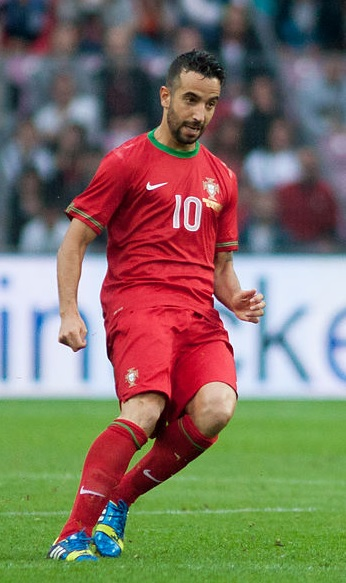
2013-ban a portugál válogatottban

Amorim pályára lépett a 2007-es U21-es Európa-bajnokságon Hollandiában, de a csapat végül lemaradt a következő évi olimpiáról, Olaszországtól kikapva. 2010. május 10-én, ugyan nem választották be a világbajnokságra utazó keretbe, szerepelt a hat fős listán, amiből később behívhattak játékosokat sérülések esetén. Június 8-án vette át a Manchester United játékosa, Nani helyét, miután a szélső komolyan megsérült. Egy héttel később mutatkozott be a felnőtt csapatban, az Elefántcsontpart elleni csoportmérkőzés utolsó öt percét játszva, Raul Meireles cseréjeként.
Amorimot a 2014-es világbajnokságra is behívta Paulo Bento. Június 26-án játszott először tornán, 90 percet a pályán léve az utolsó csoportmérkőzésen, Ghána ellen. Portugália kiesett.

### Edzőként

#### Az első évek
Visszavonulása után Amorim tagja lett a lisszaboni labdarúgó-szövetségnek, hogy elkezdjen edzői engedélyének megszerzésén dolgozni, illetve  pszichomotoros oktatást tanult. 2018-ban eltöltött egy hetet a Manchester United carringtoni edzőközpontjában, hogy José Mourinho alatt tanuljon.
A 2018–2019-es szezon előtt lett először vezetőedző, mikor a harmadosztályú Casa Pia kinevezte a csapat élére. 2019 januárjában a csapattól levontak hat pontot és Amorimot eltiltották, amiért nem volt megfelelő edzői engedélye a harmadosztályban. Ugyan a felfüggesztést visszavonták, Amorim lemondott.
2019. május 20-án eleinte megegyezett a Benficával, hogy a csapat U23-as edzője legyen, de egy személyes találkozás után visszautasította a lehetőséget.

#### Braga
2019 szeptemberében Amorimot kinevezték a Braga harmadosztályú tartalékcsapat élére. Három hónappal később már át is vette a nyolcadik helyen álló felnőtt csapat irányítását, miután Ricardo Sá Pinto elhagyta a posztot. Két és fél éves szerződést írt alá.
Első találkozóján 7–1-re legyőzték a Belenensest, majd három héttel később a Porto legyőzésével megnyerték a ligakupát. Február 15-én a Braga 65 év után először verte meg idegenben a Benficát, João Palhinha szerezte a mérkőzés egyetlen gólját. Először a csapat a Gil Vicente ellen vesztett pontot, 2–2-es döntetlent játszottak. A Bragánál eltöltött hat hónapban mindössze kétszer kapott ki, mindkétszer az Európa-ligában, a Rangers elleni nyolcaddöntőben (3–2, 1–0).

#### Sporting

##### 2019–2020: az első szezon
Amorim 2020. március 4-én lett a Sporting edzője, Silas menesztése után. 2023-ig tartó szerződést írt alá, 20 millió eurós kivásárlási árral. Ugyan csak néhány hónapig volt edző az első osztályban, Sporting 10 millió eurót fizetett érte a Bragának, amivel minden idők harmadik legdrágább edzője lett.
Első mérkőzésén március 8-án a csapat 2–0-ra nyert a Desportivo das Aves ellen. A hátralévő mérkőzésekből hatot megnyert a csapat és három döntetlent játszottak, de kikaptak a lisszaboni derbin a Benficától és később a Portótól. A Sporting negyedik lett és bejutott az Európa-ligába. Ugyan a csapat helyezése nem volt a legjobb, Amorim egyértelmű játékstílust adott a csapatnak, amit korábban hiányoltak.

##### 2020–2021: 19 év után bajnokok
A nyári átigazolási időszakban Jérémy Mathieu visszavonult, miután térdsérülést szenvedett edzésen. Helyét a csapatban Zúhír Fedál vette át. Rodrigo Battaglia, Miguel Luís, Luciano Vietto, Wendel és Marcos Acuña mind elhagyták a csapatot, míg az érkezők között volt Antonio Adán, Nuno Santos, Bruno Tabata, Pedro Porro, João Mário és João Palhinha. Az utóbbi kölcsönből tért vissza. Mellettük az első csapatba került az akadémiáról Daniel Bragança, Gonçalo Inácio, Matheus Nunes, Nuno Mendes és Tiago Tomás is.
2021. január 23-án Amorim megnyerte sorozatban második ligakupáját, ezúttal előző csapata ellen. Őt és a Braga edzőjét, Carlos Carvalhalt is kiállították, amiért összevesztek a pálya mellett. Március 4-én szerződést hosszabbított, kivásárlási ára már 30 millió euró volt. Azt követően, hogy rekordnak számító 32 mérkőzésen volt veretlen csapatával a szezonban, a Sporting 19 elteltével újra bajnok lett. Pedro Gonçalves volt a gólkirály 23 találattal, és az év csapatába hat Sporting-játékos is bekerült. Csak egyszer kaptak ki az egész évben, mikor idegenben a Benfica 4–3-ra legyőzte őket. A szezon végén Amorim lett az évad legjobb edzője.

##### 2021–2022

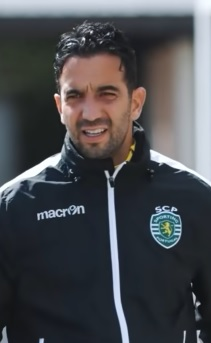
2021-ben

Második nyári átigazolási időszakában Amorim a védelmet akarta fejleszteni, Ricardo Esgaio, Manuel Ugarte és Rúben Vinagre érkeztek a csapathoz. Azt követően, hogy továbbra is Adán mögött ült volna a padon, Luís Maximianót eladták Spanyolországba, aminek következtében kölcsönben szerződtették João Virgíniát. A nyár végén a kezdőként játszó Nuno Mendest kölcsön adták a Paris Saint-Germainnek, cserébe Pablo Sarabia érkezett Portugáliába.
Amorim második szezonját a szuperkupa megnyerésével kezdte, a Bragát legyőzve 2–1-re. Azt követően, hogy a Sporting elveszítette első két UEFA-bajnokok ligája-mérkőzését a csoportkörben, megnyerték a következő hármat, a csúcspont november 24-én volt, mikor 3–1-re meg tudták verni a Borussia Dortmund csapatát, bebiztosítva továbbjutásukat, 2008–2009 óta először. November 28-án megnyerte ötvenedik mérkőzését a portugál bajnokságban, neki sikerült ez a legkevesebb mérkőzés alatt. December 3-án hat év után először nyert a csapat a Benfica Estádio da Luz stadionjában, 3–1-re legyőzve a lisszaboniakat.
2022. január 29-én sorozatban harmadik ligakupa-döntőjét nyerte meg, ezúttal a Benficát legyőzve 2–1-re. A Sporting a nyolcaddöntőben esett ki az UEFA-bajnokok ligájából, 5–0-ás összesítéssel a Manchester City ellen, illetve a portugál kupából az elődöntőben. 85 ponttal zárták a bajnokságot, pontosan annyival, mint az előző évben, de alulmaradtak a Porto ellen.

##### 2022–2023
A következő szezont a Sporting gyengén kezdte, amik közé tartozott egy 3–3-as döntetlen a Braga ellen, és sorozatban két vereség a Porto (3–0) és a Chaves (2–0) ellen. A csapat így tizenharmadik volt, miután olyan fontos játékosai távoztak a nyáron, mint João Palhinha és Matheus Nunes. Amorim azt nyilatkozta a helyzetről, hogy „Edzőként nem terveztem jól [a nyári átigazolási időszakra]. Amire most kell figyelnünk az időszak végén, hogy biztos legyünk benne merre tartunk, és ne gondoljuk, hogy mindent hirtelen meg kell menteni.”
A nehéz bajnoki kezdés ellenére szeptember 7-én a csapat először nyert Németországban a történetében, 3–0-ra legyőzve az Európa-liga-győztes Eintracht Frankfurtot az UEFA-bajnokok ligája csoportkörében. Ezt egy újabb siker követte, hazai pályán legyőzve a Tottenham Hotspurt. A következő két csoportmérkőzésen viszont Antonio Adán, illetve Ricardo Esgaio hibái miatt sorozatban kétszer kikaptak a Marseille-től, 4–1-re és 2–0-ra. Esgaiót különösen sok kritika érte, amire Amorim azzal válaszolt, hogy „Nem a rajongók egyik kedvenc játékosa, de nekem igen. Amíg itt vagyok annyira fogom védeni, amennyire csak lehet. Soha nem fogja elhagyni az edzője, és amíg itt vagyok nem tudtok semmit tenni.” Ezeket a mérkőzéseket egy kiesés követte a portugál kupa harmadik fordulójában, a harmadosztályú Varzim ellen. Az UEFA-bajnokok ligája csoportkörét végül harmadik helyen zárta a Sporting, miután kikaptak az Eintracht Frankfurttól.
Minden sikertelenség ellenére Amorim sorozatban negyedjére is a ligakupa döntőjébe juttatta csapatát, de ezúttal 2–0-ra kikaptak a Portótól. Az Európa-ligában a negyeddöntőbe jutottak, miután kiejtették az esélyesnek tartott Arsenalt, majd kiestek a Juventus ellen (2–1). Egy 2–2-es döntetlen után a Benfica ellen – amelyik mérkőzésen 2–0-ra vezettek a félidőben – biztos lett, hogy bajnoki negyedikként a Sporting csak az Európa-ligába fog bejutni. Ezt követően Amorim azt nyilatkozta, hogy pozícióját veszélybe helyezte, annak ellenére, hogy a klubelnök azt mondta róla, hogy „a világ egyik legjobb edzője.”

##### 2023–2024: újra bajnokok
A 2023-as nyári átigazolási időszakban a Sporting megdöntötte a csapat átigazolási rekordját, 20 millió eurót fizetve a Coventry City csatárjáért, Viktor Gyökeresért. Augusztus 12-én a Vizela ellen nyitották szezonjukat, Gyökeres duplázott a 3–2-es győzelem során. A lisszaboni derbit elveszítették tíz emberrel november 12-én, miután Gyökeres egyetlen góljára a hosszabbításban két találattal válaszolt a Benfica. December 18-án viszont le tudták győzni a Portót idegenben 2–0-ra, Gyökeres és Pedro Gonçalves talált be. Nyolc mérkőzés után nyertek először a Porto ellen a bajnokságban. A győzelemmel megelőzték a Benficát a bajnokságban.
A Casa Pia ellen 8–0-ra nyert a csapat, ami 2018 óta a legnagyobb különbségű győzelmük volt, a második a szezonban, miután korábban a Dumiense-t is 8–0-ra verték meg. A következő hónapokban többször is kapcsolatba hozták az angol Liverpoollal, miután menedzserük, Jürgen Klopp bejelentette, hogy a szezon végén elhagyja a csapatot, és Xabi Alonso kijelentette, hogy a Bayer Leverkusennél marad. 2024. április 2-án a Sporting a portugál kupa döntőjébe jutott, miután egy 2–2-es döntetlennel a visszavágóban bebiztosították továbbjutásukat a Benfica ellen. Négy nappal később 2–1-es győzelmével a ligában a Sporting egyre közelebb került második bajnoki címéhez négy éven belül.
Nem sokkal később Amorim Londonba utazott, hogy tárgyaljon a West Ham United csapatával, hogy az új edzőjük legyen David Moyes távozása után. Amorim elutasította az ajánlatot, és egy Porto elleni mérkőzés előtt hibának nevezte az utat és annak időzítését. A mérkőzés 2–2 lett, a Sporting két gólos hátrányból egyenlített Gyökeres 87., illetve 88. percben szerzett találataival. Május 5-én a Sporting bebiztosította bajnoki címét, amit követően Amorim megerősítette, hogy marad edzőként a következő szezonra. A kupadöntőben 2–1-re kikaptak a Portótól. Nyáron megkereste többek között a Manchester United is, de akkor a három védős rendszere, és a magas kivásárlási ára miatt nem mellette döntöttek.

##### 2024–2025: utolsó szezonja és a harmadik bajnoki cím
Az új évadban Amorim kicsit megváltoztatta taktikáját, a csapat sokkal dominánsabb volt, mikor birtokolta a labdát, nyomást helyezve az ellenfélre, mikor elvesztették. A nyáron távozott a csapat kapitánya, Sebastián Coates, aki helyére Zeno Debast-t szerződtették. Ezek mellett Geovany Quenda az akadémiáról került a felnőtt csapatba, jobboldali szélső védőként játszva. Morten Hjulmand lett az új csapatkapitány. Cserecsatárt is szerződtettek Conrad Harder személyében.
A szezon első mérkőzésén a Sporting 4–3-ra kikapott a Portótól a szuperkupában, annak ellenére, hogy három góllal is vezettek. Ezt követően viszont sorozatban kilenc mérkőzést is megnyertek a bajnokságban, a legtöbb gólt szerezve, és a legkevesebbet kapva. Az UEFA-bajnokok ligája alapszakaszát veretlenül kezdték, két találkozót megnyerve és egy döntetlent játszva. Azt követően, hogy a Manchester City bejelentette a Sporting szakmai igazgatója, Hugo Viana leszerződtetését Txiki Begiristain helyére, kapcsolatba hozták a manchesteri csapat menedzseri posztjával. Októberben viszont a Manchester United volt a csapat, aki komolyabban is érdekelt volt leigazolásában. A Vörös Ördögök 2024. október 28-án menesztették Erik ten Hag holland edzőt, majd másnap a Sporting hivatalos közleményben osztotta meg, hogy a manchesteriek jelezték szándékukat Amorim kivásárlására, kifizetve 10 millió eurós árát. Utolsó hazai mérkőzésén a Sporting edzőjeként csapata Viktor Gyökeres mesterhármasával 4–1-re verte meg a Manchester Cityt az UEFA-bajnokok ligája alapszakaszában. Utolsó találkozóján a Sporting 2–0-ás hátrányból 4–2-re verte korábbi csapatát, a Bragát. Ugyan elhagyta a csapatot, a szezon végén a Sporting bajnok lett, ő is kapott aranyérmet.

#### Manchester United
A Manchester United 2024. november 1-én bejelentette, hogy Amorim 2027-ig aláírt a csapattal, és tíz nappal később fog csatlakozni, a válogatott szünet idején. A United végül 11 millió eurót költött a portugál leigazolására, így hamarabb elengedte a Sporting. Kinevezésekor 39 évesen az 1960-as évek óta a Manchester United legfiatalabb edzője lett. Első mérkőzésén a United 1–1-es döntetlent játszott az Ipswich Town ellen, majd második találkozóján már nyerni tudtak 3–2-re. Harmadik találkozóján a United 2021 óta először nyert 4 gólos különbséggel bajnokit, az Everton ellen. 2024. december 15-én mindössze a második United-edző lett Sir Alex Ferguson után, aki megnyerte első manchesteri derbijét a Premier League-ben.
Annak ellenére, hogy csapata a szezont gyengén folytatta, a United résztulajdonosa, Jim Ratcliffe 2025 márciusában méltatta a portugál edzőt: „Ha megnézed a keretet, amely Rúben számára elérhető, hogy őszinte legyek, szerintem nagyon jó munkát végez. Szerintem egy kiemelkedő fiatal menedzser [...] és nagyon sokáig itt lesz. Egyes pillanatokban már lehet látni, hogy mire képes.” Ugyanebben a hónapban jelölték a Premier League – A hónap edzője díjra. A szezon végén a United teljesen szétesett, utolsó hat bajnokijukból csak négy pontot szedtek össze, az Európa-ligára koncentrálva. Az európai sorozatban bejutottak a döntőbe, ahol a Tottenham Hotspur ellen játszottak. A United 1–0-ra kikapott, a szezont a United története egyik legrosszabbjának tekintették.

## Taktikája
Amorim kiemelkedő kommunikációs képességekkel rendelkezik, taktikai tudása magas és rugalmas. Fontosnak találja, hogy ne beszéljen játékvezetőkről sajtótájékoztatóin, és hangsúlyt helyez pozitivitására, lazaságára. Amorim „nyílt és őszinte,” ritkán ad interjúkat, amik nem közvetlenül a munkája részei, és mindig játékosait méltatja saját maga helyett.  A Sportingnál olyan környezetet épített fel, amiben minden játékos úgy érezhette, hogy kulcsfontosságú ahhoz, amit a klub el akar érni. Ennek az alapja az, hogy a portugál edző szerint a keretnek többnek kell lennie, mint egy játékosok összessége, egyként kell működnie. Játékosait elsősorban emberként kezeli, csak az után sportolóként. A Sportingnál egy bajtársias környezetet hozott létre, ami az öltözőn is túl nyúlt.
Amorim Jorge Jesus edzőt tekinti tanárának, mentorának, és egyik legfontosabb inspirációjának. Amorim a Belenensesnél, a Bragánál és a Benficánál játszott Jesus alatt majdnem egy évtizedig. José Mourinhót és Pep Guardiolát is mindig kiemeli, mint edzők, akik befolyásolták gondolkodását. Azt nyilatkozta, hogy „vannak edzők, akik egy bizonyos módón látják a játékot, ami nekem is tetszik, mint Guardiola, de nekem a példakép az Mourinho, mert inkább úgy tekintem a játékot, mint ő. Ő sokkal inkább kielemzi ellenfeleit, és úgy állítja össze csapatát, nem csak a játékstílust figyelembe véve, hanem tudja azt is, hogy kell alkalmazkodni, hogy nyerjen.”
A Sportingnál töltött évei során 2020 márciusától Amorim főleg egy 3–4–3-as felállással játszott, amit még a Casa Pia és a Braga edzőjeként fejlesztett ki, két középpályással, akik általában João Palhinha és Matheus Nunes voltak, majd később Morten Hjulmand és Morita Hidemasza. A középpályások szerepe a védelem oltalmazása, illetve, hogy megadják a szélsőhátvédeknek a lehetőséget, hogy kifejezzék magukat támadókként, akik eleinte Pedro Porro és Nuno Mendes voltak, majd később többek között Geny Catamo. Mikor mélyen védekezik, csapata játékosai a tizenhatoson belül maradnak, hogy megtartsák a csapat kompakt alakját, megakadályozzák a lövéseket a büntetőterület széléről, és minimalizálják a támadási lehetőségeket. Csapatai intenzíven helyeznek nyomást az ellenfélre, mikor nincs náluk a labda, és még az ellenfél harmadában megpróbálják visszanyerni a játékszert.
Játékosai gyakran váltogatják egymást, hogy megzavarják ellenfeleiket, és területet teremtsenek támadóiknak. A pálya szélső, és középső-szélső területein játszák játékuk nagy részét (például a Sportingnál volt, hogy Pedro Gonçalves játszott belül, míg a bal szélen két játékos maradt, Pablo Sarabia és Nuno Santos személyében). A kilencese, először Paulinho, majd Viktor Gyökeres, általában az egyetlen játékos, aki megpróbálja azonnal visszaszerezni a labdát, és nyomást helyez az ellenfél előrehaladására, megpróbálva olyan lehetőségeket kialakítani, amiket gyorsan ki lehet használni, illetve arra kényszerítve az ellenfelet, hogy vertikálisan passzoljon. Amorim játszott már gyémánt alakú középpályával rendelkező 3–4–3-as felállással is, ahol három védő adja a védelem alapját, őket pedig még egy védi, lényegében védekező középpályásként. Előttük játszik két irányító középpályás, akik a támadóbb jellegű játékosoknak, akik általában két szélső, akik a vonal mellett maradnak, egy hátravont csatár, illetve egy sokoldalú kilences.

## Játékos-statisztikája

### Klubcsapatokban
| Csapat                | Szezon           | Bajnokság          | Bajnokság | Bajnokság | Kupa | Kupa  | Ligakupa | Ligakupa | Nemzetközi | Nemzetközi | Egyéb | Egyéb | Összesen | Összesen |
| Csapat                | Szezon           | Liga               | P.        | Gólok     | P.   | Gólok | P.       | Gólok    | P.         | Gólok      | P.    | Gólok | P.       | Gólok    |
| --------------------- | ---------------- | ------------------ | --------- | --------- | ---- | ----- | -------- | -------- | ---------- | ---------- | ----- | ----- | -------- | -------- |
| Belenenses            | 2003–2004        | Primeira Liga      | 2         | 0         | 0    | 0     | 0        | 0        | 0          | 0          | –     | –     | 2        | 0        |
| Belenenses            | 2004–2005        | Primeira Liga      | 17        | 0         | 0    | 0     | 0        | 0        | 0          | 0          | –     | –     | 17       | 0        |
| Belenenses            | 2005–2006        | Primeira Liga      | 25        | 3         | 1    | 0     | 0        | 0        | 0          | 0          | –     | –     | 26       | 3        |
| Belenenses            | 2006–2007        | Primeira Liga      | 23        | 1         | 6    | 1     | 0        | 0        | 0          | 0          | –     | –     | 29       | 2        |
| Belenenses            | 2007–2008        | Primeira Liga      | 29        | 0         | 1    | 0     | 0        | 0        | 2          | 0          | –     | –     | 32       | 0        |
| Belenenses            | Összesen         | Összesen           | 96        | 4         | 8    | 1     | 0        | 0        | 2          | 0          | 0     | 0     | 106      | 5        |
| Benfica               | 2008–2009        | Primeira Liga      | 26        | 2         | 2    | 0     | 5        | 0        | 2          | 0          | –     | –     | 35       | 2        |
| Benfica               | 2009–2010        | Primeira Liga      | 24        | 3         | 2    | 0     | 2        | 1        | 10         | 0          | –     | –     | 38       | 4        |
| Benfica               | 2010–2011        | Primeira Liga      | 12        | 0         | 2    | 0     | 1        | 0        | 2          | 0          | 1     | 0     | 18       | 0        |
| Benfica               | 2011–2012        | Primeira Liga      | 6         | 0         | 2    | 0     | 0        | 0        | 6          | 0          | –     | –     | 14       | 0        |
| Benfica               | 2013–2014        | Primeira Liga      | 17        | 0         | 6    | 0     | 5        | 0        | 9          | 0          | –     | –     | 37       | 0        |
| Benfica               | 2014–2015        | Primeira Liga      | 10        | 0         | 0    | 0     | 1        | 0        | 0          | 0          | 1     | 0     | 12       | 0        |
| Benfica               | Összesen         | Összesen           | 95        | 5         | 14   | 0     | 14       | 1        | 29         | 0          | 2     | 0     | 154      | 6        |
| Benfica B             | 2014–2015        | Segunda Liga       | 2         | 0         | —    | —     | —        | —        | —          | —          | –     | –     | 2        | 0        |
| Braga (kölcsönben)    | 2011–2012        | Primeira Liga      | 8         | 0         | 0    | 0     | 0        | 0        | 2          | 0          | –     | –     | 10       | 0        |
| Braga (kölcsönben)    | 2012–2013        | Primeira Liga      | 22        | 4         | 3    | 0     | 4        | 1        | 7          | 0          | –     | –     | 36       | 5        |
| Braga (kölcsönben)    | Összesen         | Összesen           | 30        | 4         | 3    | 0     | 4        | 1        | 9          | 0          | 0     | 0     | 46       | 5        |
| el-Vakra (kölcsönben) | 2015–2016        | Qatar Stars League | 14        | 2         |      |       |          |          |            |            | –     | –     | 14       | 2        |
| Karrier összesen      | Karrier összesen | Karrier összesen   | 237       | 15        | 25   | 1     | 18       | 2        | 40         | 0          | 2     | 0     | 322      | 18       |

1. 1 2  Pályára lépések az UEFA-kupában
2. 1 2  Pályára lépések az Európa-ligában
3. 1 2 3  Pályára lépések az UEFA-bajnokok ligájában
4. 1 2  Pályára lépések a Supertaça Cândido de Oliveirában
5. ↑  Két pályára lépés az UEFA-bajnokok ligájában, hét az Európa-ligában

### A válogatottban
| Válogatott | Év       | Pályára lépések | Gólok |
| ---------- | -------- | --------------- | ----- |
| Portugália | 2010     | 1               | 0     |
| Portugália | 2012     | 3               | 0     |
| Portugália | 2013     | 6               | 0     |
| Portugália | 2014     | 4               | 0     |
| Összesen   | Összesen | 14              | 0     |

## Edzői statisztikája
Legutóbb frissítve: 2025. május 25-én.
| Casa Pia          | 2018. július 1.      | 2019. január 7.    | 4   | 3   | 0  | 1  | 75%    |
| Braga B           | 2019. szeptember 16. | 2019. december 23. | 11  | 8   | 2  | 1  | 72.73% |
| Braga             | 2019. december 23.   | 2020. március 4.   | 13  | 10  | 1  | 2  | 76.92% |
| Sporting          | 2020. március 4.     | 2024. november 11. | 231 | 164 | 34 | 33 | 71%    |
| Manchester United | 2024. november 11.   | jelenlegi          | 42  | 16  | 10 | 16 | 38.1%  |
| Összesítve        | Összesítve           | Összesítve         | 301 | 201 | 47 | 53 | 66.78% |

## Sikerei, díjai

### Játékosként
Benfica
- Portugál bajnok (3): 2009–2010, 2013–2014, 2014–2015[120]
- Portugál kupagyőztes: 2013–2014
- Portugál ligakupa-győztes (5): 2008–2009, 2009–2010, 2010–2011, 2013–2014, 2014–2015
- Portugál szuperkupa-győztes: 2014
- Európa-liga ezüstérmes: 2012–2013[121]

Braga
- Portugál ligakupa-győztes: 2012–2013

### Edzőként
Braga
- Portugál ligakupa-győztes: 2019–2020[33]

Sporting CP
- Portugál bajnok (3): 2020–2021, 2023–2024,[122] 2024–2025[123]
- Portugál ligakupa-győztes (2): 2020–2021, 2021–2022
- Portugál szuperkupa-győztes: 2021[124]

Egyéni
- Primeira Liga – A hónap edzője: 2021. február, 2021. április, 2021. október/november, 2023. szeptember,[125] 2023. december,[126] 2024. január,[127] 2024. március,[128] 2024. augusztus[129]
- Primeira Liga – A szezon edzője: 2021, 2024